# Mercedes в Формуле-1
Эта общая статья о выступлениях Mercedes в чемпионате Формулы-1. Об исторической команде, Daimler-Benz AG выступавшей в чемпионате в (1954—1955) годах см. Мерседес (команда Формулы-1, 1954—1955). О команде Mercedes, выступающей с 2010 года см. Мерседес (команда Формулы-1). О выступлениях Mercedes-Benz в автоспорте в целом см. Mercedes-Benz в автоспорте.
Mercedes (полное название Mercedes AMG Petronas Motorsport) — немецкая команда-автопроизводитель, принимающая участие в Гран-при Формула-1. Восьмикратный обладатель кубка конструкторов 2014, 2015, 2016, 2017, 2018, 2019, 2020 и 2021 годов. Концерн Daimler-Benz дебютировал в Формуле 1 в 1954 году и с большим успехом участвовал в сезонах 1954—1955. Однако после сезона 1955 года компания покинула серию, и несмотря на поставки моторов в 1990-х и 2000-х, не возвращалась в качестве заводской команды вплоть до ноября 2009 года.
К бывшему пилоту Williams Нико Росбергу присоединился возвратившийся в Формулу-1 семикратный чемпион мира Михаэль Шумахер, а Ник Хайдфельд стал резервным гонщиком команды. В конце 2012 года Шумахер завершил карьеру в Формуле-1. А новым напарником Нико Росберга стал чемпион 2008 года Льюис Хэмилтон.
Начиная с сезона 2014 года, на пятый год выступлений в чемпионате, команда полностью доминировала над другими конюшнями. Чемпионом 2014—2015 годов стал Хэмилтон, Росберг же оба раза завоевал звание вице-чемпиона. В 2016 году они поменялись местами — Росберг стал чемпионом, а через два дня после завоевания титула объявил о завершении карьеры в автоспорте. Новым напарником Хэмилтона стал Валттери Боттас.
После этого ещё в четырёх сезона команда Mercedes имела тотальное доминирование. В 2017—2020 годах чемпионом снова становился Льюис Хэмилтон, а Валттери Боттас два раза становился вице-чемпионом и два раза останавливался на 3-м месте.

## История

### Как заводская команда

#### 1954—1955 годы

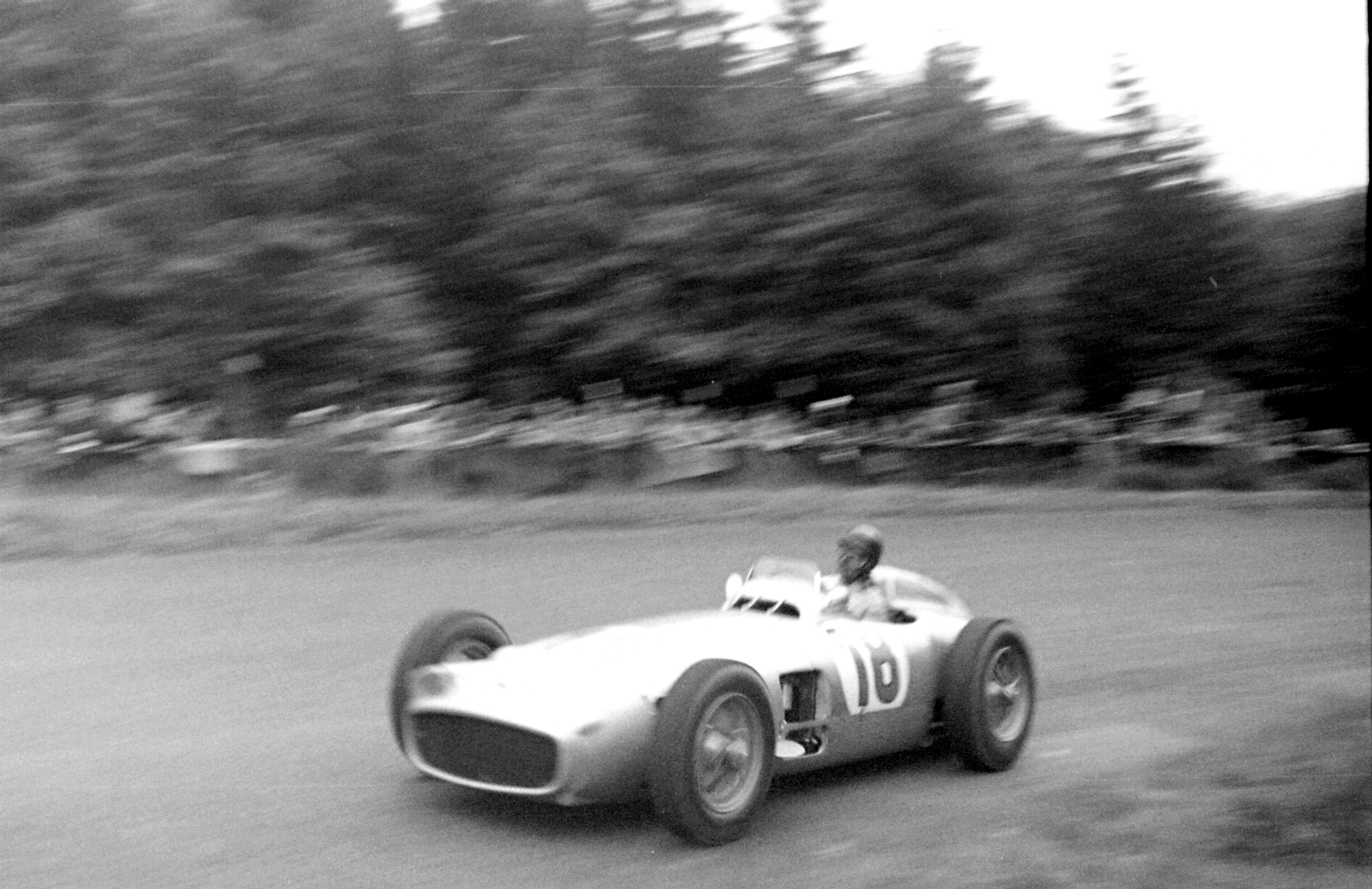
Хуан Мануэль Фанхио пилотирует Mercedes-Benz W196 на Гран-при Германии 1954 года.

После длительного перерыва, возникшего из-за Второй мировой войны, руководство немецкого концерна Daimler-Benz приняло решение о возобновлении гоночной программы марки. Своё возвращение в автоспорт компания начала в том числе и с участия в гонках Формулы-1.
В сезоне 1954 года принимал участие автомобиль Mercedes-Benz W196, который концерн разработал в двух вариантах кузова — открытом и закрытом. В качестве пилота гоночной модели был назначен Хуан Мануэль Фанхио, чемпион 1951 года, который в середине сезона перешёл из команды Maserati в команду Mercedes-Benz. Команда сразу же добилась успеха и записала на свой счёт две победы с Фанхио и Карлом Клингом, а также самый быстрый круг (Ханс Херрман). В том же 1954 году Фанхио выиграл ещё три гонки, в результате чего он стал чемпионом сезона.
Успех команды продолжился и в сезоне 1955 года, когда снова был использован тот же автомобиль. В качестве пилотов были назначены Фанхио и молодой Стирлинг Мосс, которые в итоге заняли первое и второе места в чемпионате этого года. Однако громкие победы компании продолжались недолго. Авария на гонке в Ле-Мане в 1955 году положила конец спортивной деятельности концерна Daimler-Benz AG. Во время соревнования француз Пьер Левег, выступавший за команду Mercedes-Benz, был выброшен в толпу, в результате чего погибло более 80 человек. После консультации со Штутгартом, глава гоночного отдела Альфред Нойбауэр снял оставшиеся автомобили с мероприятия. После данного инцидента в знак уважения к погибшим немецкая компания заявила об уходе из автоспорта.

#### 2010—н.в.

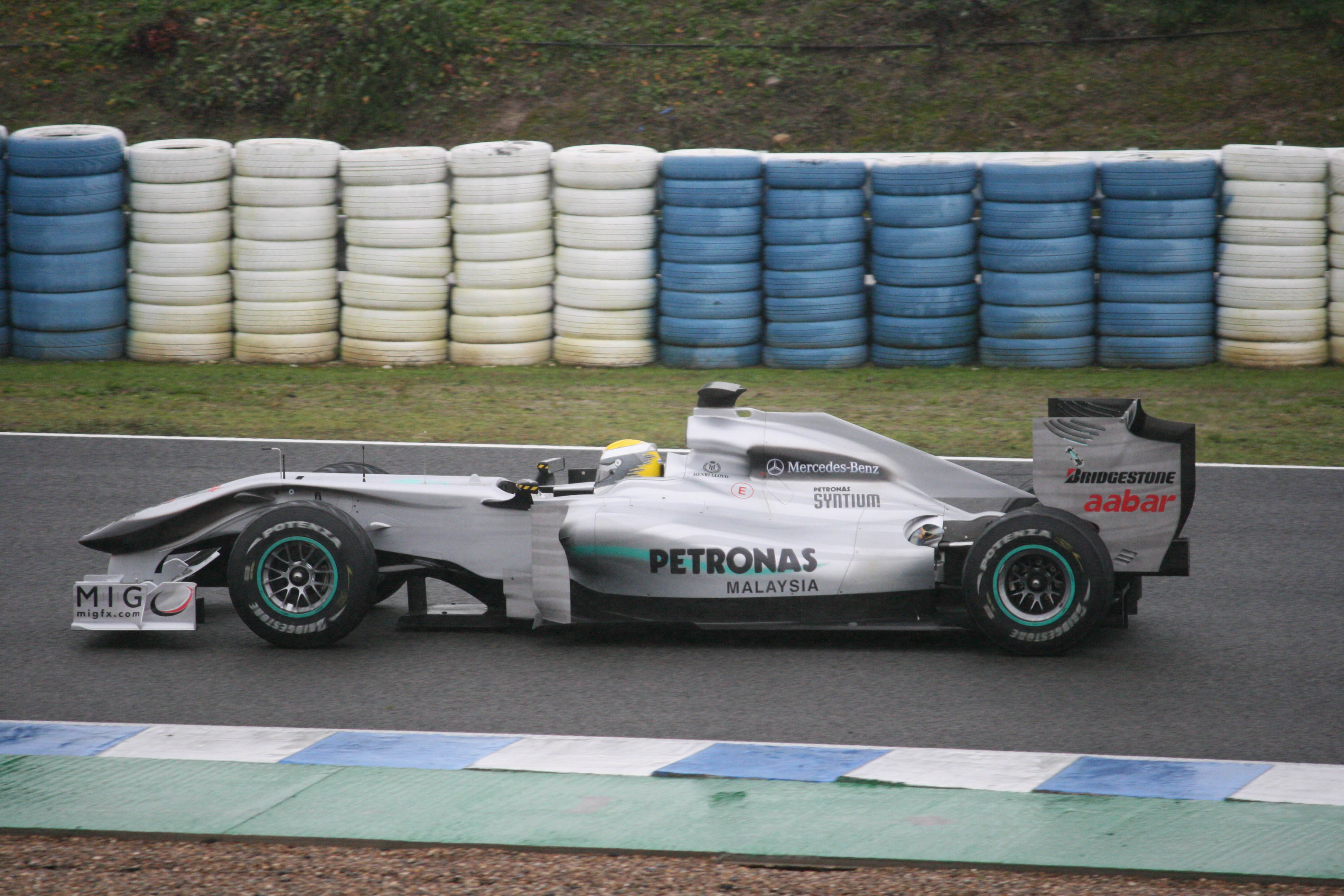
Нико Росберг в 2010 году на тестах в Хереса за рулём автомобиля Mercedes

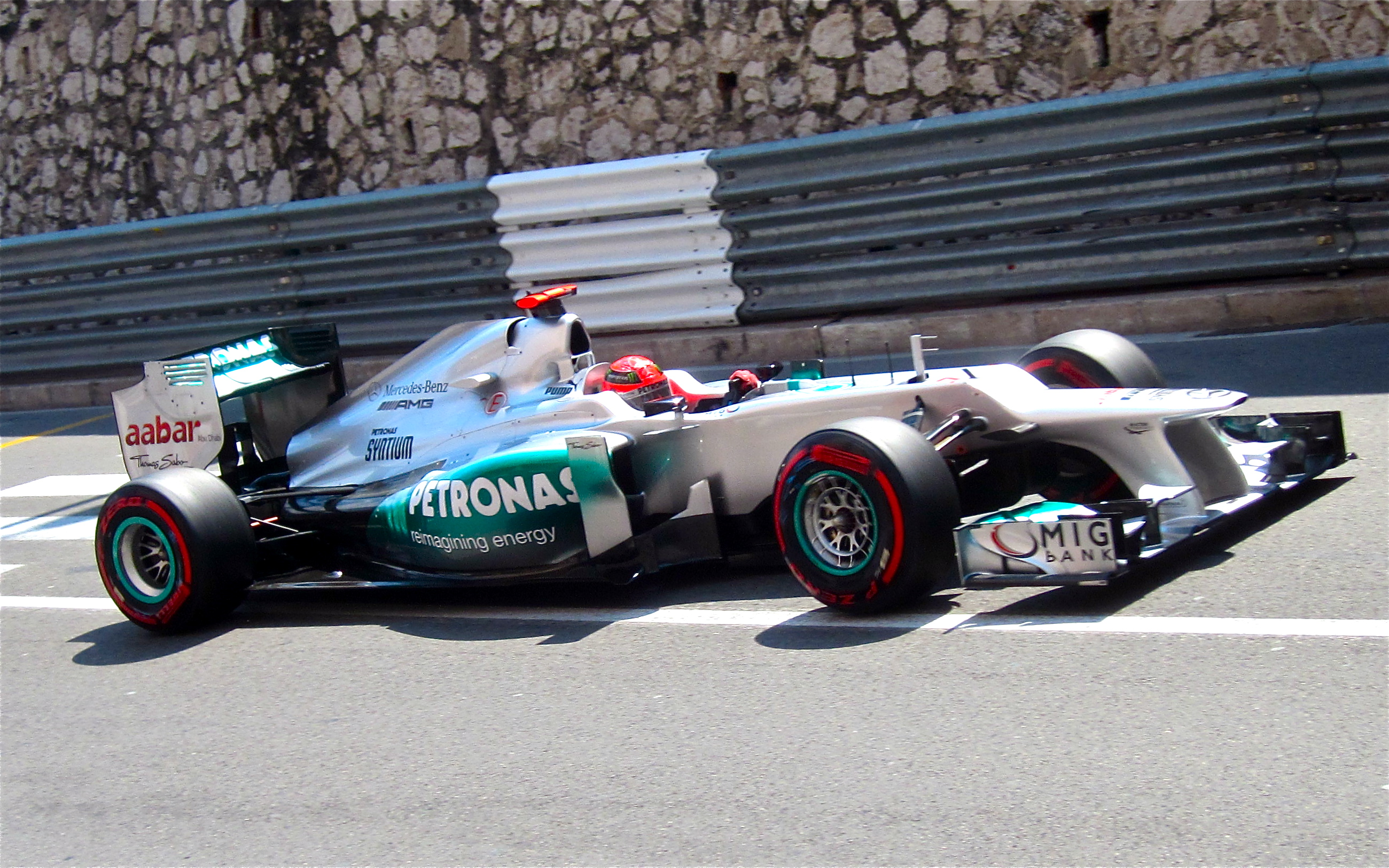
Михаэль Шумахер пилотирует W03 на Гран-при Монако 2012 года.

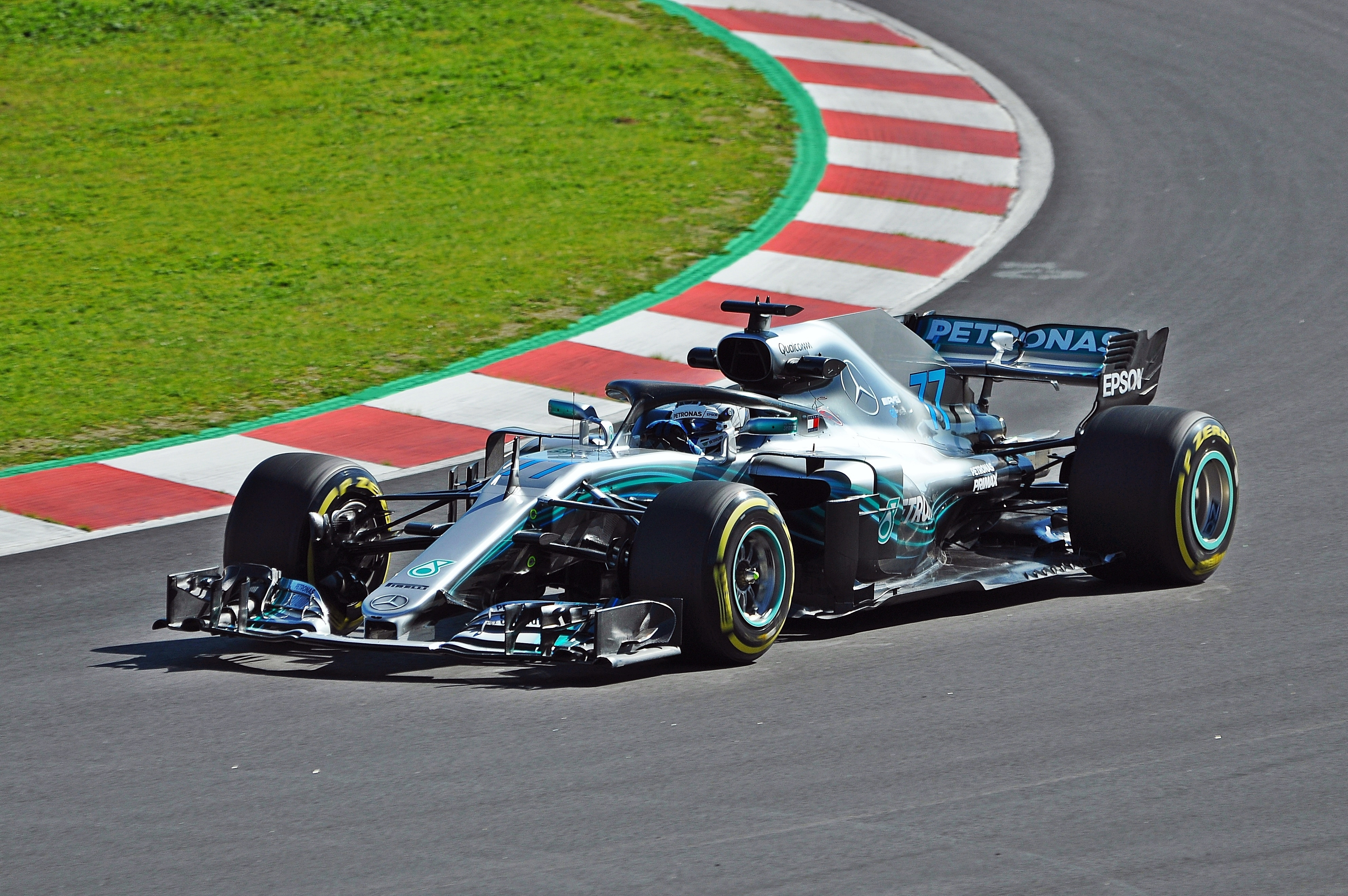
Валттери Боттас за рулем W09.

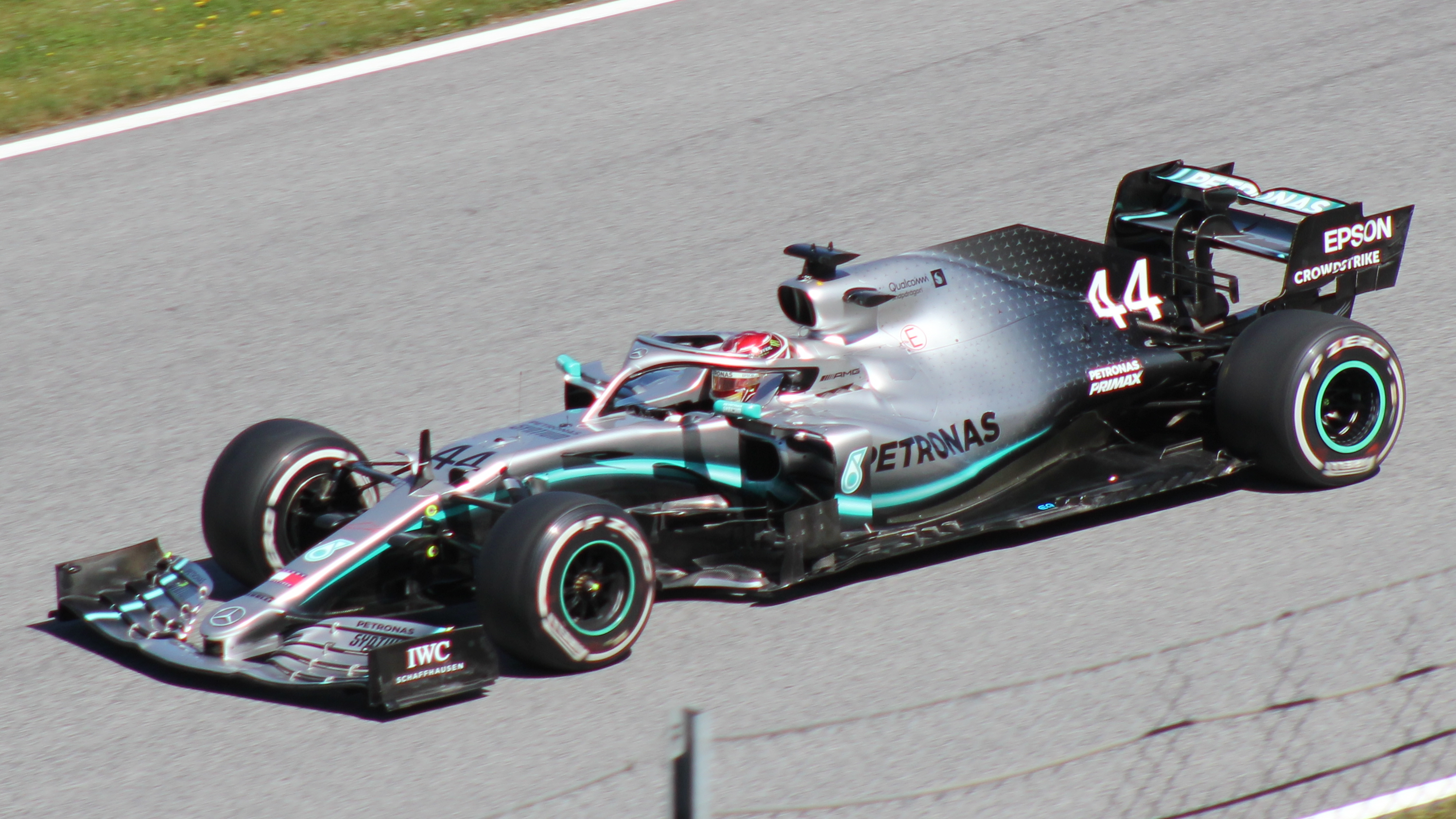
Льюис Хэмилтон пилотирует W10 на Гран-при Австрии 2019 года.

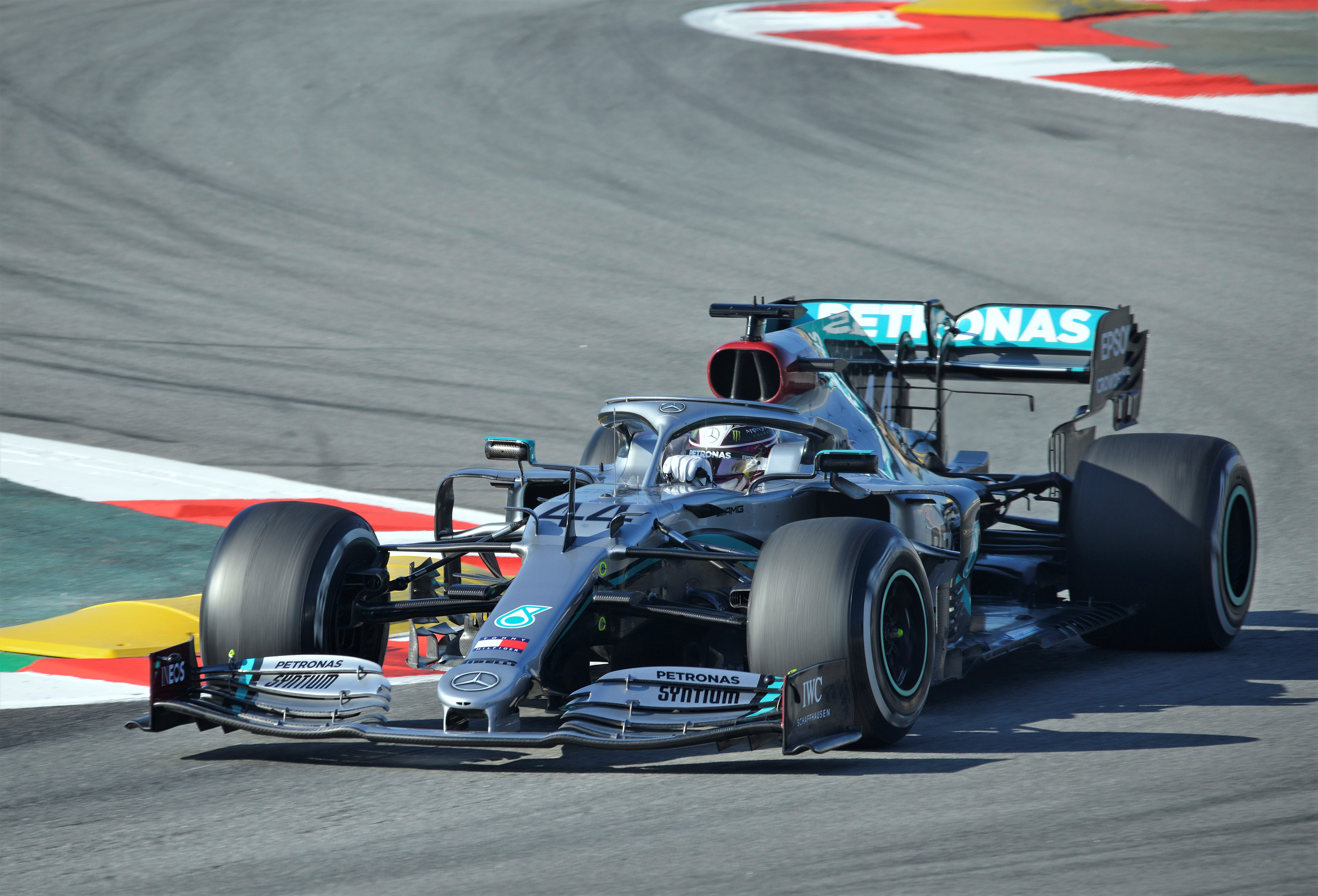
Льюис Хэмилтон в 2020 году на тестах, за рулём автомобиля Mercedes

16 ноября 2009 года было объявлено, что компания Mercedes-Benz прекратила сотрудничество с McLaren, а вместо этого приобрела 75 % контрольного пакета в команде Brawn GP, выигравшей чемпионат 2009 года.
Первый сезон после возвращения как заводская команда, после долгого перерыва, Mercedes закончила на 4 месте в кубке конструкторов, заработав 214 очков. В качестве боевых пилотов команду представляли Нико Росберг и вернувшийся после четырёхлетнего перерыва семикратный чемпион Михаэль Шумахер. Лучшим достижением стали три третьих места, заработанных Нико Росбергом в Малайзии, Китае и Великобритании.
В сезоне 2011 года команде не удалось занять призового места. Наиболее отличительными моментами стали четвёртое место Шумахера в Канаде и два пятых места Росберга в Китае и Турции. По итогам всех Гран-при Нико Росберг занял 7 место, Михаэль Шумахер — 8-е, команда остановилась, как и год назад, на 4 месте, заработав 156 очков.
В сезоне 2012 года Росберг одержал прорывную победу для команды в Гран-при Китая, управляя инновационным болидом Mercedes F1 W03. Лучшим финишем Шумахера стало третье место в Гран-при Европы. Однако и этот болид не позволил команде сражаться за подиумы постоянно, а во второй половине сезона пилоты и вовсе не приезжали в очки, во многом из-за участившихся сходов. По итогу сезона Нико Росберг занял 9 место, а Михаэль Шумахер — 13-е, в кубке конструкторов, как и в прошлые сезоны, команда заняла 4 место со 142 очками в активе.
Для сезона 2013 года был разработан новый болид Mercedes AMG F1 W04. В том же году к команде присоединился Льюис Хэмилтон, заменив Шумахера. Первая гонка сезона принесла Хэмилтону пятое место. Уже во второй гонке в Малайзии Хэмилтон поднялся на 3 ступень подиума. Льюис был гораздо медленнее Нико, но команда запретила Росбергу обгонять Хэмилтона. В Китае Хэмилтон завоевал поул, но финишировал третьим. В Бахрейне квалифицировался четвёртым, из-за замены коробки передач стартовал девятым, но в гонке прорвался на пятое место. Высшим достижением британца стала победа на Гран-при Венгрии. Ещё две победы в сезоне заработал Росберг, поднявшийся на первую ступень подиума в Монако и Великобритании. По итогу Льюис Хэмилтон занял четвёртое место в личном зачете, Нико Росберг — 6-е. В чемпионате конструкторов команда Mercedes заняла 2-е место, заработав 360 очков.
В сезоне 2014 года из-за смены регламента болиды Mercedes перешли на гибридные двигатели. Пилотам удалось победить в 16 из 19 гонок, в 11 случаях сделав победные дубли (финишировав на 1 и 2 местах). В подавляющем большинстве Гран-при доминировали Хэмилтон (11 побед из 19) и Росберг (5 побед из 19). По итогам чемпионата первое место среди пилотов досталось Льюису Хэмилтону, а второе — Нико Росбергу. Кубок конструкторов наконец оказался у Mercedes. По итогу сезона команда заработала 701 очко.
В 2015 году ситуация повторилась, конюшня Mercedes опять доминировала. Хэмилтон и Росберг снова заняли 1 и 2 места соответственно, одержав, как и год назад, 16 побед из 19 на двоих. Кубок конструкторов снова достался Mercedes (703 очка против 428 у Ferrari).
В сезоне 2016 года команда Mercedes победила в 19 из 21 Гран-при. Однако на этот раз первое место в личном зачете занял Нико Росберг, Льюис Хэмилтон оказался вторым. Команда в третий раз подряд завоевала кубок конструкторов с 765 очками, установив рекорд по количеству заработанных очков за сезон. После получения чемпионского титула Росберг заявил об уходе из Формулы-1.
В сезоне 2017 года Mercedes продолжила доминировать в чемпионате, пилоты выиграли 12 из 20 Гран-при, а команда уже в четвёртый раз завоевала кубок конструкторов, заработав 668 очков за сезон. Льюис Хэмилтон в очередной раз выиграл личный чемпионат, а пришедший в команду вместо Нико Росберга Валттери Боттас остановился на третьем месте, уступив только напарнику и Себастьяну Феттелю на Ferrari.
Сезон 2018 года снова стал удачным для Mercedes. Личный чемпионат выиграл Хэмилтон с 11 победами в Гран-при из 21, став пятикратным чемпионом мира и догнав по этому показателю Хуана Мануэля Фанхио. Валттери Боттас второй год подряд остановился на третьем месте, пропустив вперёд напарника по команде и Себастьяна Феттеля, но показал себя хуже, чем в прошлом году, не победив ни разу (однако семь раз заработав второе место). Команда в пятый раз подряд завоевала кубок конструкторов, заработав в сезоне 655 очков.
На сезон 2019 года команда сохранила состав пилотов. Пилоты как и в прошлые годы доминировали на трассе, выиграв на двоих 15 Гран-при из 21 и 9 раз финишировали на 1 и 2 месте. Mercedes уверенно выступала в первой половине сезона и к летнему перерыву выиграла 10 из 12 гонок, при этом Хэмилтон одержал 8 побед против 2 у Боттаса, и вместе они сделали победные дубли в первых пяти гонках сезона. В кубке конструкторов Mercedes победила в шестой раз подряд, а в личном зачёте Хэмилтон стал шестикратным чемпионом, уступив по количеству титулов лишь Михаэлю Шумахеру. Валттери Боттас смог финишировать на втором месте.
За несколько недель до старта сезона-2020 несколько крупных спортивных соревнований по всему миру были отменены или перенесены из-за вспыхнувшей пандемии коронавирусной инфекции COVID-19.
Сезон 2020 года начался несколькими месяцами позже запланированного и полностью в изменённом виде. Команда представила свою систему «Dual-Axis-Steering» (DAS) во время предсезонных тестов, что позволяло пилотам изменять схождение передних колес, нажимая или потянув за рулевое колесо, для лучшего прогрева шин и сцепления с трассой в поворотах. После разбирательств FIA разрешила команде использовать DAS в 2020 году, но запретила в 2021-м. Пилоты Mercedes выиграли 13 гонок из 17, Хэмилтон завоевал седьмой чемпионский титул, сравнявшись с Михаэлем Шумахером, а команда получила седьмой кубок конструкторов, заработав 573 очка в укороченном сезоне. При этом предпоследний этап сезона, Гран-при Сахира, Хэмилтон был вынужден пропустить из-за положительного результата теста на коронавирусную инфекцию. Его заменил пилот юниорской программы Mercedes, Джордж Рассел из Williams, который, впервые выступая за Mercedes, имел шансы выиграть гонку, но финишировал лишь 9-м из-за двух грубых ошибок команды.

### Поставщик двигателей (1993—2009, с 2014)

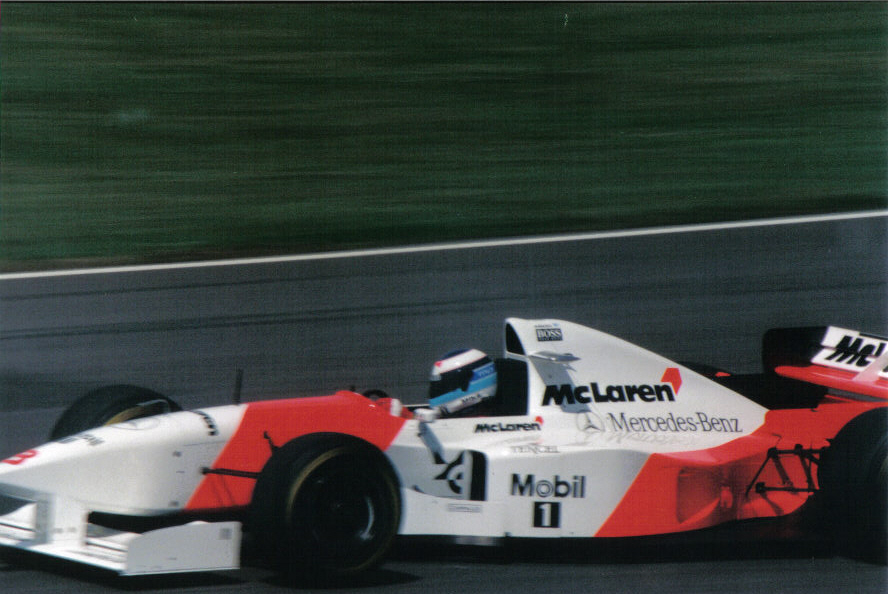
Автомобиль McLaren-Mercedes MP4-10 1995 года, управляемый Микой Хаккиненом.

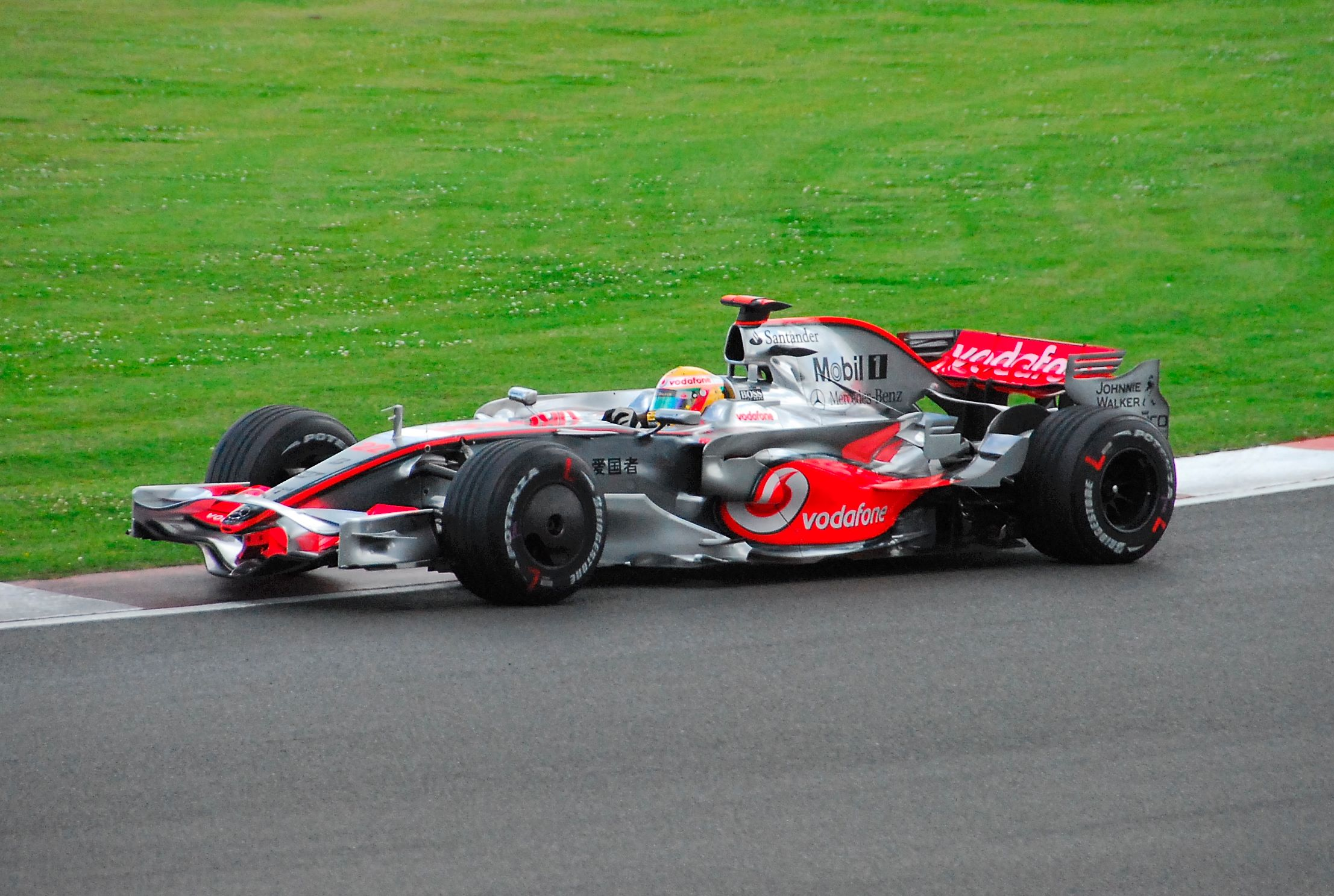
Льюис Хэмилтон в автомобиле McLaren-Mercedes MP4-23 2008 год

Компания Mercedes-Benz вернулась в Формулу-1 в 1994 году в качестве поставщика двигателей для гоночной команды Sauber, с которой они уже добились успехов в гонках спортпрототипов ранее. Ещё в 1993 году партнёрами Ilmor, Mercedes-Benz и Sauber было объявлено, что двигатели команд будут выпускаться под брендом «Mercedes-Benz». В 1994 году команда Sauber, управляя автомобилями с двигателями Mercedes-Benz, смогла набрать только двенадцать очков.
В 1995 году атмосферный двигатель Mercedes-Benz-Ilmor F1-V10 начал поставляться команде McLaren, заменив силовые агрегаты Peugeot. В сезоне, где доминировали Renault Benetton B195 и Williams FW17, партнёрство McLaren-Mercedes принесло тридцать очков и два подиума от Мики Хаккинена. В 1996 году ситуация повторилась: призовые места в чемпионате конструкторов разделили Williams, Benetton и Ferrari, однако Mercedes-Benz и McLaren удалось заполучить в три раза больше подиумов по сравнению с предыдущим годом и по итогу занять 4-е место в общем зачёте. В этом же сезоне немецкая компания стала поставлять машины безопасности для Формулы-1.
В первой гонке сезона Формулы-1 в 1997 году Дэвид Култхард одержал победу для McLaren и открыл новую эру успеха для британской команды. Тем не менее, McLaren и Mercedes-Benz заняли четвёртое место в кубке конструкторов, повторив успех предыдущих лет, однако им удалось набрать более чем в два раза больше очков по сравнению с предыдущими сезонами.
С автомобилем McLaren MP4/13, разработанным Эдрианом Ньюи и управляемым Микой Хаккиненом, команда McLaren одержала победу в обоих чемпионатах (пилотов и конструкторов) 1998 года, на двадцать три очка опередив их ближайшего соперника из Ferrari. Хаккинен продолжил завоёвывать титул во второй раз подряд в следующем сезоне, однако команде не удалось сохранить кубок конструкторов, так как их на четыре очка опередила команда Ferrari.
В 2000 и 2001 годах компания McLaren и её пилоты играли вторую роль в доминирующем партнёрстве Михаэля Шумахера и итальянской компании Ferrari, поскольку последним удалось одержать победу в девятнадцати из возможных тридцати четырёх гонок. Хаккинен ушёл из Формулы-1 до сезона 2002 года, хотя позже стал представителем марки Mercedes-Benz в серии Deutsche Tourenwagen Masters. Его заменил финн Кими Райкконен. Компания McLaren потеряла свою позицию в чемпионате конструкторов, в то время как Шумахер продолжал доминировать. В течение следующих четырёх лет автомобили McLaren показали себя в качестве одних из самых быстрых автомобилей, однако испытывали недостаток в надёжности, особенно в 2005 и 2006 годах. Сезон 2006 года стал для McLaren крайне неудачным — впервые с 1996 года команде не удалось одержать ни одной победы.
В 2007 году гонщики McLaren заняли второе и третье место на Чемпионате пилотов, всего на 1 очко отставая от чемпиона Кими Райкконена, который на тот момент перешёл в команду Ferrari. В 2008 году Льюис Хэмилтон выиграл чемпионат пилотов, на 1 очко опередив Фелипе Масса из команды Феррари. Команда, переименованная в Mercedes GP, дебютировала на Гран-при в Бахрейне в 2010 году. За неё выступали немецкие пилоты Нико Росберг и Михаэль Шумахер.

## Результаты выступлений в Формуле-1
| Легенда к таблице |                                                                    |
| --- | ------------------------------------------------------------------ |
| В таблице перечислены результаты всех Гран-при Формулы-1, в которых принимала участие команда. Строками таблицы являются сезоны, столбцами — этапы чемпионата мира. В каждой клетке указаны сокращённое название этапа и результаты гонщиков команды, дополнительно обозначенные цветом. Расшифровка обозначений и цветов представлена в нижеследующей таблице. |                                                                    |
| \| Пример \| Описание \| \| ------------ \| ------------------------------------------------------------------ \| \| 1 \| Победитель \| \| 2 \| Второе место \| \| 3 \| Третье место \| \| 5 \| Финишировал, заработав очки \| \| Сход \| Не финишировал, но при этом заработал очки \| \| 12 \| Финишировал, не получив очков \| \| НКЛ \| Финишировал, но не попал в финальную классификацию \| \| 15 \| Участвовал вне зачёта, либо по отдельной классификации \| \| 18 \| Не финишировал, но попал в финальную классификацию \| \| Сход \| Не финишировал \| \| НКВ \| Не прошёл квалификацию \| \| НПКВ \| Не прошёл предквалификацию \| \| ДСК \| Дисквалифицирован \| \| ИСК \| Исключён из протокола соревнований \| \| ТТ \| Заявлен для участия только в тренировках \| \| НС \| Участвовал в квалификации, но не стартовал в гонке \| \| Т \| Травмирован или болен \| \| ОТК \| Отказ от участия \| \| НТР \| Прибыл на соревнования, но на трассу не выезжал \| \| НПР \| Был заявлен в числе участников, но не прибыл к началу соревнований \| \| О \| Соревнования отменены \| \| \| Не участвовал \| \| Поул-позиция \| \| \| Быстрый круг \| \| |                                                                    |
| Пример | Описание                                                           |
| 1 | Победитель                                                         |
| 2 | Второе место                                                       |
| 3 | Третье место                                                       |
| 5 | Финишировал, заработав очки                                        |
| Сход | Не финишировал, но при этом заработал очки                         |
| 12 | Финишировал, не получив очков                                      |
| НКЛ | Финишировал, но не попал в финальную классификацию                 |
| 15 | Участвовал вне зачёта, либо по отдельной классификации             |
| 18 | Не финишировал, но попал в финальную классификацию                 |
| Сход | Не финишировал                                                     |
| НКВ | Не прошёл квалификацию                                             |
| НПКВ | Не прошёл предквалификацию                                         |
| ДСК | Дисквалифицирован                                                  |
| ИСК | Исключён из протокола соревнований                                 |
| ТТ | Заявлен для участия только в тренировках                           |
| НС | Участвовал в квалификации, но не стартовал в гонке                 |
| Т | Травмирован или болен                                              |
| ОТК | Отказ от участия                                                   |
| НТР | Прибыл на соревнования, но на трассу не выезжал                    |
| НПР | Был заявлен в числе участников, но не прибыл к началу соревнований |
| О | Соревнования отменены                                              |
| | Не участвовал                                                      |
| Поул-позиция |                                                                    |
| Быстрый круг |                                                                    |

### Результаты первого и последнего года выступлений в период 1954—1955 годов
| Сезон | Команда         | Шасси              | Шины | Двигатель                    | Пилоты              | 1   | 2    | 3   | 4    | 5    | 6    | 7    | 8    | 9    |
| ----- | --------------- | ------------------ | ---- | ---------------------------- | ------------------- | --- | ---- | --- | ---- | ---- | ---- | ---- | ---- | ---- |
| 1954  | Daimler Benz AG | Mercedes-Benz W196 | C    | Mercedes-Benz M196 L8 2,5 л. |                     | АРГ | 500  | БЕЛ | ФРА  | ВЕЛ  | ГЕР  | ШВА  | ИТА  | ИСП  |
| 1954  | Daimler Benz AG | Mercedes-Benz W196 | C    | Mercedes-Benz M196 L8 2,5 л. | Хуан Мануэль Фанхио |     |      |     | 1    | 4    | 1    | 1    | 1    | 3    |
| 1954  | Daimler Benz AG | Mercedes-Benz W196 | C    | Mercedes-Benz M196 L8 2,5 л. | Карл Клинг          |     |      |     | 2    | 7    | 4    | Сход | Сход | 5    |
| 1954  | Daimler Benz AG | Mercedes-Benz W196 | C    | Mercedes-Benz M196 L8 2,5 л. | Ханс Херрман        |     |      |     | Сход |      | Сход | 3    | 4    | Сход |
| 1954  | Daimler Benz AG | Mercedes-Benz W196 | C    | Mercedes-Benz M196 L8 2,5 л. | Герман Ланг         |     |      |     |      |      | Сход |      |      |      |
| 1955  | Daimler Benz AG | Mercedes-Benz W196 | C    | Mercedes-Benz M196 L8 2,5 л. |                     | АРГ | МОН  | 500 | БЕЛ  | НИД  | ВЕЛ  | ИТА  |      |      |
| 1955  | Daimler Benz AG | Mercedes-Benz W196 | C    | Mercedes-Benz M196 L8 2,5 л. | Хуан Мануэль Фанхио | 1   | Сход |     | 1    | 1    | 2    | 1    |      |      |
| 1955  | Daimler Benz AG | Mercedes-Benz W196 | C    | Mercedes-Benz M196 L8 2,5 л. | Карл Клинг          | 4   |      |     | Сход | Сход | 3    | Сход |      |      |
| 1955  | Daimler Benz AG | Mercedes-Benz W196 | C    | Mercedes-Benz M196 L8 2,5 л. | Ханс Херрман        | 4   | НКВ  |     |      |      |      |      |      |      |
| 1955  | Daimler Benz AG | Mercedes-Benz W196 | C    | Mercedes-Benz M196 L8 2,5 л. | Стирлинг Мосс       | 4   | 9    |     | 2    | 2    | 1    | Сход |      |      |
| 1955  | Daimler Benz AG | Mercedes-Benz W196 | C    | Mercedes-Benz M196 L8 2,5 л. | Андре Симон         |     | Сход |     |      |      |      |      |      |      |
| 1955  | Daimler Benz AG | Mercedes-Benz W196 | C    | Mercedes-Benz M196 L8 2,5 л. | Пьеро Таруффи       |     |      |     |      |      | 4    | 2    |      |      |

### Результаты первого и последнего года выступлений в период 2010—н.в.
| Сезон | Шасси            | Двигатель                                 | Ш | Гонщики               | 1   | 2   | 3    | 4   | 5   | 6   | 7    | 8   | 9    | 10  | 11   | 12   | 13  | 14  | 15  | 16  | 17   | 18  | 19   | 20  | 21  | 22  | 23  | 24  | Место | Очки |
| ----- | ---------------- | ----------------------------------------- | - | --------------------- | --- | --- | ---- | --- | --- | --- | ---- | --- | ---- | --- | ---- | ---- | --- | --- | --- | --- | ---- | --- | ---- | --- | --- | --- | --- | --- | ----- | ---- |
| 2010  | Mercedes MGP W01 | Mercedes FO 108X 2,4 V8                   | B |                       | БАХ | АВС | МАЛ  | КИТ | ИСП | МОН | ТУР  | КАН | ЕВР  | ВЕЛ | ГЕР  | ВЕН  | БЕЛ | ИТА | СИН | ЯПО | КОР  | БРА | АБУ  |     |     |     |     |     | 4     | 214  |
| 2010  | Mercedes MGP W01 | Mercedes FO 108X 2,4 V8                   | B | Михаэль Шумахер       | 6   | 10  | Сход | 10  | 4   | 12  | 4    | 11  | 15   | 9   | 9    | 11   | 7   | 9   | 13  | 6   | 4    | 7   | Сход |     |     |     |     |     | 4     | 214  |
| 2010  | Mercedes MGP W01 | Mercedes FO 108X 2,4 V8                   | B | Нико Росберг          | 5   | 5   | 3    | 3   | 13  | 7   | 5    | 6   | 10   | 3   | 8    | Сход | 6   | 5   | 5   | 17  | Сход | 6   | 4    |     |     |     |     |     | 4     | 214  |
| 2025  | Mercedes W16     | Mercedes-AMG F1 M16 E Performance 1,6 V6T | P |                       | АВС | КИТ | ЯПО  | БАХ | САУ | МАЙ | ЭМИ  | МОН | ИСП  | КАН | АВТ  | ВЕЛ  | БЕЛ | ВЕН | НИД | ИТА | АЗЕ  | СИН | США  | МЕХ | САП | ЛАС | КАТ | АБУ | 3*    | 210* |
| 2025  | Mercedes W16     | Mercedes-AMG F1 M16 E Performance 1,6 V6T | P | Андреа Кими Антонелли | 4   | 6   | 6    | 11  | 6   | 6   | Сход | 18  | Сход | 3   | Сход | Сход |     |     |     |     |      |     |      |     |     |     |     |     | 3*    | 210* |
| 2025  | Mercedes W16     | Mercedes-AMG F1 M16 E Performance 1,6 V6T | P | Джордж Расселл        | 3   | 3   | 5    | 2   | 5   | 3   | 7    | 11  | 4    | 1   | 5    | 10   |     |     |     |     |      |     |      |     |     |     |     |     | 3*    | 210* |

## Спонсорство

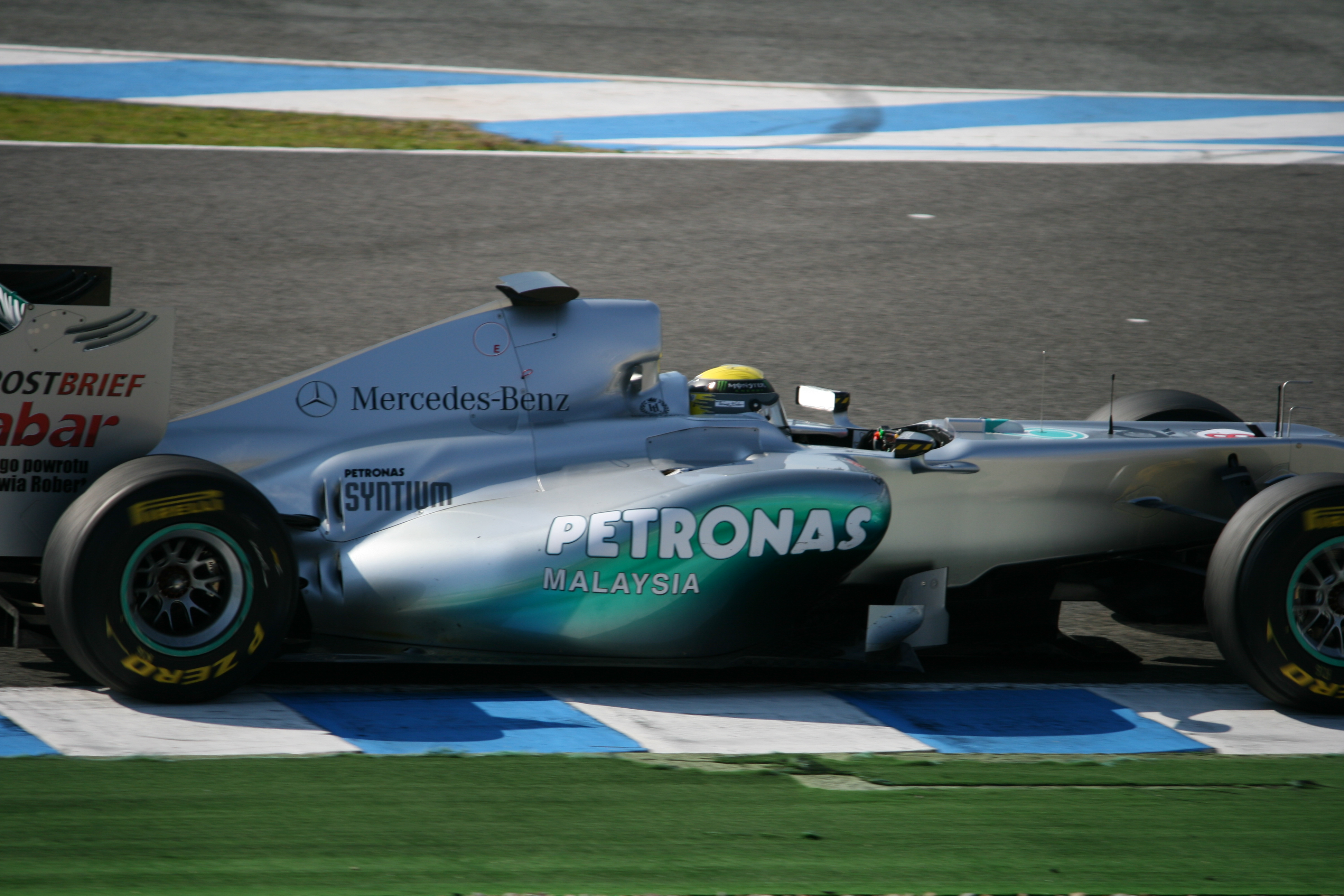
Титульным спонсором команды является Petronas

В декабре 2009 года команда столкнулась с неприятностями, когда обнаружилось, что трёхлетний контракт на спонсорскую поддержку, превышающую 90 миллионов евро, подписанный Brawn с компанией Henkel в июле оказался недействительным. Henkel утверждает что у них нет интереса к Формуле-1; а сделка была проведена бывшим руководителем спонсорского отдела Henkel. 22 декабря Henkel объявила что проблемы решены, хотя команда продолжит сотрудничество по этому делу с немецкой прокуратурой.
21 декабря 2009 года команда объявила о подписании контракта с малайзийской нефтяной компанией Petronas, которая стала титульным спонсором команды. В 2010 году полным названием команды будет Mercedes GP Petronas F1 Team. Согласно некоторым сообщениям, соглашение с Petronas будет приносить 30 миллионов евро каждый сезон. Вкупе с призовыми от телетрансляций в 50 миллионов для Brawn за выступления в сезоне 2009 года, бюджет команды без учёта денег, принесённых Mercedes, и других спонсорских контрактов составит 80 миллионов евро.
25 января 2010 года была представлена раскраска команды в штутгартском музее Mercedes-Benz. На этой презентации также присутствовали Росберг и Шумахер. Команда будет участвовать в традиционных серебряных цветах и сохранит спонсора MIGfx, поддерживавшего Brawn, а также в числе спонсоров появится инвестиционная группа Aabar.

### Основные партнёры и спонсоры команды в сезоне 2021 года
| - Petronas - Ineos - UBS - Epson - CrowdStrike - Hewlett Packard Enterprise | - IWC Schaffhausen - The Ritz-Carlton - AMD - Monster Energy - Pure Storage - Tommy Hilfiger | - TIBCO - Bose - Belstaff - Puma - Police (бренд) - OZ Racing | - Endless - Axalta - Pirelli - AMG |

## Двигатели Mercedes в Формуле-1
| Модель двигателя                                | Сезоны    | Гран-при | Победы | Поулы | Быстрые круги | Очки    | Шасси                                                                              | Команды |
| ----------------------------------------------- | --------- | -------- | ------ | ----- | ------------- | ------- | ---------------------------------------------------------------------------------- | --- |
| Mercedes-Benz M196 2.5 L8                       | 1954—1955 | 12       | 9      | 8     | 9             | —       | Mercedes-Benz W196                                                                 | Daimler Benz AG |
| Mercedes 2175B 3.5 V10                          | 1994      | 16       | 0      | 0     | 0             | 12      | Sauber C13                                                                         | Broker Sauber Mercedes / Sauber Mercedes-Benz                                                                        |
| Mercedes FO110 3.0 V10                          | 1995      | 17       | 0      | 0     | 0             | 30      | McLaren MP4/10 MP4/10B MP4/10C                                                     | Marlboro McLaren Mercedes                                                                                            |
| Mercedes FO110D 3.0 V10                         | 1996      | 16       | 0      | 0     | 0             | 49      | McLaren MP4/11                                                                     | Marlboro McLaren Mercedes                                                                                            |
| Mercedes FO110E 3.0 V10 Mercedes FO110F 3.0 V10 | 1997      | 17       | 3      | 1     | 2             | 63      | McLaren MP4/12                                                                     | West McLaren Mercedes                                                                                                |
| Mercedes FO110G 3.0 V10                         | 1998      | 16       | 9      | 12    | 9             | 156     | McLaren MP4/13                                                                     | West McLaren Mercedes                                                                                                |
| Mercedes FO110H 3.0 V10                         | 1999      | 16       | 7      | 11    | 9             | 124     | McLaren MP4/14                                                                     | West McLaren Mercedes                                                                                                |
| Mercedes FO110J 3.0 V10                         | 2000      | 17       | 7      | 7     | 12            | 152     | McLaren MP4/15                                                                     | West McLaren Mercedes                                                                                                |
| Mercedes FO110K 3.0 V10                         | 2001      | 17       | 4      | 2     | 6             | 102     | McLaren MP4-16                                                                     | West McLaren Mercedes                                                                                                |
| Mercedes FO110M 3.0 V10                         | 2002      | 17       | 1      | 0     | 2             | 65      | McLaren MP4-17                                                                     | West McLaren Mercedes                                                                                                |
| Mercedes FO110M 3.0 V10                         | 2003      | 16       | 2      | 2     | 3             | 142     | McLaren MP4-17D                                                                    | West McLaren Mercedes                                                                                                |
| Mercedes FO110Q 3.0 V10                         | 2004      | 18       | 1      | 1     | 2             | 69      | McLaren MP4-19 MP4-19B                                                             | West McLaren Mercedes                                                                                                |
| Mercedes FO110R 3.0 V10                         | 2005      | 18       | 10     | 7     | 12            | 182     | McLaren MP4-20                                                                     | West McLaren Mercedes / Team McLaren Mercedes                                                                        |
| Mercedes FO108S 2.4 V8                          | 2006      | 18       | 0      | 3     | 3             | 110     | McLaren MP4-21                                                                     | Team McLaren Mercedes                                                                                                |
| Mercedes FO108T 2.4 V8                          | 2007      | 17       | 8      | 8     | 5             | 0       | McLaren MP4-22                                                                     | Vodafone McLaren Mercedes                                                                                            |
| Mercedes FO108V 2.4 V8                          | 2008      | 18       | 6      | 8     | 3             | 151     | McLaren MP4-23                                                                     | Vodafone McLaren Mercedes                                                                                            |
| Mercedes FO108W 2.4 V8                          | 2009      | 17       | 10     | 10    | 5             | 256     | Brawn BGP 001 Force India VJM02 McLaren MP4-24                                     | Brawn GP Formula One Team Force India F1 Team Vodafone McLaren Mercedes                                              |
| Mercedes FO108X 2.4 V8                          | 2010      | 19       | 5      | 1     | 6             | 726     | Force India VJM03 Mercedes MGP W01 McLaren MP4-25                                  | Force India F1 Team Mercedes GP Petronas Formula One Team Vodafone McLaren Mercedes                                  |
| Mercedes FO108Y 2.4 V8                          | 2011      | 19       | 6      | 1     | 6             | 731     | Force India VJM04 Mercedes MGP W02 McLaren MP4-26                                  | Force India F1 Team Mercedes GP Petronas Formula One Team Vodafone McLaren Mercedes                                  |
| Mercedes FO108Z 2.4 V8                          | 2012      | 20       | 8      | 9     | 6             | 629     | Mercedes F1 W03 Force India VJM05 McLaren MP4-27                                   | Mercedes AMG Petronas Sahara Force India F1 Team Vodafone McLaren Mercedes                                           |
| Mercedes FO108F 2.4 V8                          | 2013      | 19       | 3      | 8     | 2             | 559     | Mercedes AMG F1 W04 Force India VJM06 McLaren MP4-28                               | Mercedes AMG Petronas Sahara Force India F1 Team Vodafone McLaren Mercedes                                           |
| Mercedes PU106A Hybrid                          | 2014      | 19       | 16     | 19    | 15            | 1357    | McLaren MP4-29 Mercedes F1 W05 Hybrid Force India VJM07 Williams FW36              | Team McLaren Mercedes Mercedes AMG Petronas Sahara Force India F1 Team Williams Martini Racing                       |
| Mercedes PU106B Hybrid                          | 2015      | 19       | 16     | 18    | 13            | 1174    | Lotus E23 Hybrid Mercedes AMG F1 W06 Hybrid Force India VJM08 Williams FW37        | Lotus F1 Team Mercedes AMG Petronas Sahara Force India F1 Team Williams Martini Racing                               |
| Mercedes PU106C Hybrid                          | 2016      | 21       | 19     | 20    | 10            | 1077    | Manor MRT05 Mercedes F1 W07 Hybrid Force India VJM09 Williams FW38                 | Manor Racing Mercedes AMG Petronas Sahara Force India F1 Team Williams Martini Racing                                |
| Mercedes-AMG F1 M08 EQ Power+                   | 2017      | 20       | 12     | 15    | 10            | 938     | Mercedes AMG F1 W08 EQ Power+ Force India VJM10 Williams FW40                      | Mercedes AMG Petronas Motorsport Sahara Force India F1 Team Williams Martini Racing                                  |
| Mercedes-AMG F1 M09 EQ Power+                   | 2018      | 21       | 11     | 13    | 10            | 714     | Mercedes AMG F1 W09 EQ Power+ Force India VJM11 VJM11 Williams FW41                | Mercedes AMG Petronas Motorsport Racing Point Force India F1 Team Sahara Force India F1 Team Williams Martini Racing |
| Mercedes-AMG F1 M10 EQ Power+                   | 2019      | 21       | 15     | 10    | 9             | 813     | Mercedes AMG F1 W10 EQ Power+ Williams FW42 Racing Point RP19                      | Mercedes AMG Petronas Motorsport Rokit Williams Racing SportPesa Racing Point F1 Team                                |
| Mercedes-AMG F1 M11 EQ Performance              | 2020      | 17       | 14     | 16    | 9             | 768     | Racing Point RP20 Mercedes-AMG F1 W11 EQ Performance Williams FW43                 | BWT Racing Point F1 Team Mercedes AMG Petronas Formula One Team Williams Racing                                      |
| Mercedes-AMG F1 W12 E Perfomance                | 2021      | 22       | 10     | 10    | 12            | 988.5   | Mercedes-AMG F1 W12 E Performance McLaren MCL35M Aston Martin AMR21 Williams FW43B | Mercedes AMG Petronas Formula One Team McLaren F1 Team Aston Martin Cognizant Formula One Team Williams Racing       |
| Итого                                           | 1954—2021 | 520      | 212    | 220   | 190           | 12137,5 | Кубок конструкторов — 10                                                           | Кубок конструкторов — 10                                                                                             |

### Комментарии
1. 1 2 3  Использовал шасси партнёра по команде.
2. 1 2  Получил дополнительные два очка за седьмое место в спринте.
3. 1 2  Получил дополнительные пять очков за четвёртое место в спринте.
4. ↑  Совершил «хет-трик»: стартовал с поул-позиции, показал быстрый круг в гонке и победил.
5. ↑  Кубок конструкторов появился в 1958 году
6. ↑  Стартов 15, на Гран-при Сан-Марино 1993 года команда приняла участие только в квалификации
7. ↑  Команда McLaren лишена всех очков и исключена из кубка конструкторов по решению заседания Всемирного совета по мотоспорту 13 сентября 2007 года
8. ↑  После Гран-при Венгрии 2018 года активы старой команды Sahara Force India F1 Team (но не сама команда!) были выкуплены и на их базе была сформирована новая команда с похожим названием (Racing Point Force India F1 Team). Все очки старой команды (но не пилотов) были аннулированы, и новая команда начала с чистого листа. 59 очков старой команды не идут в зачёт.